# Catuti
Catuti é um município brasileiro do estado de Minas Gerais. Ex-distrito de Mato Verde, o município possui dois distritos, o distrito-sede de Catuti e o distrito de Barreiro Branco, situado a 20 km da sede do município, além das comunidade rurais de Vila União Santa Rita, Malhada Grande, Vista Alegre, Carrasco, Vila Cento e Onze, Pé do Morro I e II, Tabuleiro, Poções, Pau a Pique, Linha D’água, Malhadinha, Ilha Grande I e II, Sambaiba, Ferraz, Jacuipe, Maravilha, Conselho, Lagoa Escura e Tamanduá.
De acordo com o censo realizado em 2022 sua população era de 4 739 habitantes.

## Geografia
Principais distâncias: Mato Verde – MG, 12 km; Janaúba – MG,93 km; Montes Claros – MG, 226 km;      
Belo Horizonte – MG, 652 km.
O acesso até a sede do Município de Catuti é realizado por rodovia estadual (Mato Verde - Catuti - 
Gameleiras) recém pavimentada pelo Programa Pró-Acesso.
O município em sua sede também possui acesso ferroviário pela Linha do Centro da antiga Estrada de Ferro Central do Brasil (na ligação entre Catuti - Montes Claros - Belo Horizonte - Rio de Janeiro), especificamente para o transporte de cargas. Os trens de passageiros de longa distância que atendiam a região, se encontram desativados desde 1996.

### Clima
O clima é predominante tropical com transição para o semi-árido. Temperatura média registrada de 26 °C e a média de precipitação pluviométrica é de 850mm/ano.

## Infra-estrutura

### Saúde
O Município possui um posto de saúde e um gabinete odontológico na sua sede. Existe também, no Distrito de Barreiro Branco, um posto de saúde.